# 千田健一
千田 健一（ちだ けんいち、 1956年 - ）は、日本のフェンシング選手、指導者。日本フェンシング協会会長。同じくフェンシング選手の千田健太は長男。宮城県生まれ。

## 来歴
気仙沼市出身。宮城県気仙沼高等学校、中央大学卒業。
1980年モスクワ五輪フェンシング日本代表に選ばれるが、日本のボイコットで出場できなかった。翌年、長男ということ、また地元に教員として戻りたいとの思いがあって、ロサンゼルス五輪（1984年開催）を諦め、25歳の若さで現役引退した。
1982年から宮城県鼎が浦高等学校（現 気仙沼高等学校）に社会科の教員として赴任。フェンシング部の指導にあたる。
指導を始めて3年目には全国制覇を達成。以後、市内の高校で25年間、顧問などを務め、インターハイ団体では鼎が浦高校を5回、転任先の気仙沼高校を1回、優勝に導いた。
2004年アテネ大会から3大会連続で五輪出場した菅原智恵子、2012年ロンドン五輪団体銀メダルの千田健太を育てた。また県内の高校のフェンシング部顧問として活躍する教え子も少なくない。その後、教頭や校長になっても時間を見つけては指導を続けた。
公認フェンシングコーチ カリキュラム（2014年）講師、宮城県フェンシング協会理事、気仙沼高校フェンシング部OB会会長を歴任。

## 略歴
- 1966年、小5からフェンシングを始める
- 1972年4月、宮城県気仙沼高等学校に入学
- 1975年4月、中央大学に進学
- 1980年、24歳でモスクワ五輪日本代表に選ばれる。しかし、ボイコットで出場出来ず
- 1982年、鼎が浦高等学校に社会科教員として赴任 。フェンシング班 顧問
- 1985年8月、長男・健太　誕生
- 2003年、気仙沼高等学校に赴任。フェンシング部 顧問、息子が主将
- 宮城県仙台第三高等学校 教頭に就任[5]
- 宮城県本吉響高等学校 校長に就任[6]
- 宮城県気仙沼向洋高等学校 校長に就任[7][8][9]
- 2017年春、定年退職

## 主な成績

### 選手として
- 1972年8月、全国高等学校フェンシング選手権大会（以下インターハイ）団体 優勝（高校1年）[10]
- 1973年8月、インターハイ個人フルーレ優勝（高校2年）
- 1974年8月、インターハイ団体 優勝（高校3年）

### 指導者として
- 1984年、鼎が浦高校インターハイ団体 優勝(1)、個人フルーレ優勝に導く
- 1990年、鼎が浦高校インターハイ団体 優勝(2)
- 1991年、鼎が浦高校インターハイ団体 連覇(3)
- 1994年、鼎が浦高校インターハイ個人フルーレ2位（菅原智恵子）
- 1996年、鼎が浦高校インターハイ団体 優勝(4)[11]
- 2002年、鼎が浦高校インターハイ団体 優勝(5)
- 2003年、気仙沼高校インターハイ団体 準優勝、個人フルーレ3位（千田健太）に導く[12]
- 2005年：気仙沼高校インターハイ団体 優勝

- 宮城県高校総体では団体、個人とも十数回、優勝に導いた[13][14][15]。